# Ребро жорсткості
Ребро жорсткості (англ. stiffener) — частина конструкції у вигляді бруса, балки або сталевого чи з іншого матеріалу профілю, яка виконує функцію підтримки жорсткості та зміцнення конструкції і може бути покрита обшивкою. Наприклад: шпангоут з корпуса судна, стійка з кузова вантажівки і так далі.

## Різновиди
Залежно від розташування ребер розрізнюють:
- Поздовжні ребра жорсткості
- Поперечні основні ребра жорсткості — розташовані перпендикулярно
- Поперечні короткі (додаткові) ребра жорсткості — також розташовані перпендикулярно, але в місцях найбільших стискувальних напружень. Застосування коротких ребер не рекомендується, але припускається в клепаних балках, а також зварних — між стиснутим поясом і поздовжнім ребром[1].
- Скісники́[2][3] — ребра у вигляді трикутників (косинців), що встановлюють у внутрішніх кутах конструкцій (наприклад, у місцях зіткнення стояна з опорою).